# Arsenicin A
Arsenicin A ist ein Naturstoff mit einer Adamantan-Struktur, der mehrere Arsen-Atome enthält.

## Vorkommen
Arsenicin A wurde aus dem Schwamm Echinochalina bargibanti von der Küste Neukaledoniens extrahiert und war der erste bekannte Naturstoff mit mehreren Arsenatomen.

## Synthese

Methylenbis(phenylarsinsäure) dient als Edukt für die Synthese von Arsenicin A

Eine Totalsynthese ausgehend von Methylenbis(phenylarsinsäure) wurde beschrieben. Diese wird zunächst mit Natriumborhydrid reduziert und dann mit Butyllithium und TMEDA in ein Lithiumorganyl überführt. Dieses reagiert mit zwei Molekülen (Chlormethyl)diphenylarsin zu einer offenkettigen Verbindung, die schon alle drei Kohlenstoffatome und vier Arsenatome enthält. Durch Reaktion mit wasserfreiem Iodwasserstoff werden die Phenylgruppen abgespalten und durch Iodatome ersetzt. Durch Reaktion mit wässrigem Ammoniak wird die Verbindung hydrolysiert und die Iodatome durch Hydroxygruppen ausgetauscht. Dieses Intermediat cyclisiert ohne weitere Syntheseschritte unter Abspaltung von drei Molekülen Wasser zum Arsenicin A. Einige abgeleitete nicht natürliche Verbindungen wurden ebenfalls synthetisiert.

## Eigenschaften
Arsenicin A ist chiral und tritt in zwei unterschiedlichen Enantiomeren auf. Dabei sind die Arsenatome die Stereozentren.
Die Verbindung wirkt als Antibiotikum, zum Beispiel gegen Staphylococcus aureus, Escherichia coli und Candida albicans. Es hat in Experimenten auch gegen mehrere Sorten von Krebszellen gewirkt.